# LG Pay
LG Pay — це сервіс мобільних платежів і цифрових гаманців від LG Electronics, який дозволяв користувачам здійснювати платежі за допомогою сумісних телефонів. Сервіс підтримував безконтактні платежі за допомогою зв'язку ближнього поля (NFC), а також включав бездротовий магнітний зв'язок, який дозволяв здійснювати безконтактні платежі на платіжних терміналах, що підтримували лише транзакції з магнітною смужкою.
LG Pay було припинено в США в листопаді 2021 року, а в Південній Кореї — в червні 2023 року.

## Сервіс
LG Pay був розроблений на основі інтелектуальної власності Dynamics; плани щодо сервісу були оголошені в листопаді 2015 року. Сервіс підтримував як мобільні платіжні системи на основі NFC (які отримують пріоритет при виявленні підтримки), так і ті, що підтримують лише магнітні стрічки. Це було досягнуто за допомогою технології, відомої як «Бездротовий магнітний зв'язок» (WMC), яка передавала дані картки на свайп-слот платіжного терміналу шляхом випромінювання бездротових магнітних імпульсів даних, змушуючи термінал реєструвати її як звичайну магнітну смугу.
На телефонах меню гаманця запускалося свайпом з нижньої частини екрану. У додаток можна було завантажити різні кредитні, дебетові картки та картки лояльності і вибирати їх, проводячи пальцем між ними на екрані.
У Південній Кореї LG Pay можна було використовувати для платежів в інтернет-магазинах, оплати транспортних карток, членських карток, а також для зняття грошей у банкоматах обраних банків.

## Безпека
Заходи безпеки LG Pay базувалися на технологіях LG Mobile та південнокорейських карткових компаній, таких як Shinhan Card; інформація про кредитну картку зберігалася в захищеному токені. Платежі мали бути автентифіковані за допомогою одноразового пароля, сканування відбитків пальців або, пізніше, 3D-розпізнавання обличчя.